# Altovaara
Altovaara är ett berg i Finland. Det ligger i Enontekis i landskapet Lappland, i den norra delen av landet, 1 000 km norr om huvudstaden Helsingfors. Toppen på Altovaara är 1 060 meter över havet, eller 66 meter över den omgivande terrängen. Bredden vid basen är 2,0 km.
Terrängen runt Altovaara är huvudsakligen lite kuperad.  Trakten runt Altovaara är nära nog obefolkad, med mindre än två invånare per kvadratkilometer. Närmaste större samhälle är Kilpisjärvi, 14,3 km sydväst om Altovaara. Omgivningarna runt Altovaara är i huvudsak ett öppet busklandskap.